# میرانو
میرانو (به ایتالیایی: Mirano) یک کومونه در ایتالیا است که در استان ونیز واقع شده‌است.

## خصوصیات
میرانو ۴۵٫۶۲ کیلومترمربع مساحت و ۲۷٬۰۸۳ نفر جمعیت دارد و ۹ متر بالاتر از سطح دریا واقع شده‌است.